# Oranje-Freistaat

Oranje-Freistaat, um 1890

Der Oranje-Freistaat (niederländisch: Oranje-Vrijstaat, afrikaans: Oranje-Vrystaat) war eine unabhängige Burenrepublik im südlichen Afrika. Er existierte von 1854 bis 1902 und verlor seine staatliche Souveränität infolge des Zweiten Burenkrieges. Das Gebiet des damaligen Oranje-Freistaates erhielt 1910 seinen Namen zurück und trat als Provinz in die neu gegründete Südafrikanische Union ein. Seit 1995 heißt diese Provinz Freistaat (englisch Free State). Der Name der Republik ging auf das niederländische Königshaus Oranien zurück.

## Flagge
Die Nationalflagge des Oranje-Freistaates bestand aus sieben horizontalen Streifen abwechselnd in Weiß und Orange. Zusätzlich befand sich im linken Obereck eine Gösch, die die Flagge der Niederlande darstellte.
Die Flagge des Freistaates taucht als Teil des Wappens der alten Nationalflagge der Republik Südafrika auf, die von 1928 bis 1994 gültig war.

## Geschichte
Nachdem die Briten 1814 die Kapkolonie endgültig annektiert und 1834 die Sklaverei verboten hatten, verließen viele Buren (Nachfahren niederländischer, französischer, deutscher und anderer Siedler) die Kolonie. Unter anderem war die Sklaverei eine der wirtschaftlichen Grundlagen der burischen Landwirtschaft. Des Weiteren waren die Buren unzufrieden mit der Einführung des britischen Rechtssystems und der englischen Amtssprache. Zwischen 1830 und 1850 wanderten die Buren („Bauern“) oder Voortrekker („Pioniere“) aus der Kapkolonie nach Norden aus. Diese Emigrationswelle wird auch als der Große Treck bezeichnet. Nach Kämpfen mit den Zulu (Schlacht am Blood River) siedelten sie unter anderem nördlich der Kapkolonie in dem alten Grenzgebiet zwischen den Basotho und Batswana.
Der Oranje-Freistaat, das Gebiet zwischen den Flüssen Oranje und Vaal, entstand im Jahr 1842. 1848 bis 1854 wurde das Gebiet als Orange River Sovereignty britisch verwaltet. Die Briten erkannten 1854 in der Bloemfontein Convention die staatliche Unabhängigkeit des Gebietes an, nachdem die Südafrikanische Republik (auch Transvaal) bereits im Jahr 1852 ihre Unabhängigkeit erhalten hatte.
In den nächsten Jahren prosperierte die junge Republik, war aber in kriegerische Auseinandersetzungen mit Briten, Batswana, Basotho und Zulu verstrickt. So wurden im Senekal- und im Seqiti-Krieg die Basotho nach Osten zurückgedrängt, um weitere Siedlungsgebiete zu gewinnen. Da die Wirtschaft auch weiterhin auf der Sklaverei und der Ausbeutung und Entrechtung der schwarzen Bevölkerung basierte, war der Staat auch durch innenpolitische Widersprüche bedroht.
Der Oranje-Freistaat wurde infolge des Zweiten Burenkrieges 1900 durch die Briten als Oranjefluss-Kolonie annektiert und 1910 in die Südafrikanische Union als Provinz Oranje-Freistaat integriert. An der Spitze der Provinz stand ein Administrator (Verwalter).
Durch die Inbesitznahme des Gebietes durch die Buren kamen auch einige Deutsche in den Oranje-Freistaat, wo 1880 zeitweilig auch Joachim Graf von Pfeil als Farmer und Viehzüchter lebte. 1934 waren etwa 2650 Deutsche im Freistaat ansässig.